# Lovejoy
Lovejoy — студійний альбом блюзового музиканта Альберта Кінга, випущений лейблом Stax Records в 1971 році. 
У тому ж році альбом зайняв 29 позицію в хіт-параді R&B Albums журналу Billboard, і 188-у в хіт-параді The Billboard 200. Сингл «Everybody Wants to Go to Heaven» посів 38 сходинку в чарті Billboard R&B Singles.

## Список композицій
1. «Honky Tonk Woman» (Джаггер/Річардс) — 3:59
2. «Bay Area Blues» (Дональд «Дак» Данн, Дон Нікс) — 2:55
3. «Corrina, Corrina» (Дон Нікс) — 3:45
4. «She Caught the Katy (And Left Me a Mule to Ride)» (Тадж Махал, Рейчел) — 3:56
5. «For the Love of a Woman» (Дон Нікс) — 4:20
6. «Lovejoy, Ill.» (Дон Нікс) — 3:46
7. «Everybody Wants to Go to Heaven» (Дон Нікс) — 4:20
8. «Going Back to Iuka» (Дон Нікс) — 3:58
9. «Like a Road Leading Home» (Дон Нікс, Ден Пенн) — 5:24

## Учасники запису
- Альберт Кінг — гітара, вокал
- Джессі Едвін Дейвіс — гітара
- Тіппі Армстронг — гітара
- Вейн Перкінс — гітара
- Джон Геллі — клавішні
- Баррі Бекетт — клавішні
- Дональд «Дак» Данн — бас
- Девід Гуд — бас
- Джим Келтнер — ударні
- Роджер Гокінс — ударні
- Сенді Конікофф — ударні
- Дженн Грін — бек-вокал
- The Mt. Zion Singers — бек-вокал

## Позиції у чартах

### Альбом
| Рік  | Чарт              | Позиція |
| ---- | ----------------- | ------- |
| 1971 | R&B Albums        | 29      |
| 1971 | The Billboard 200 | 188     |

## Сингли
| Сингл                             | Інформація                                                                |
| --------------------------------- | ------------------------------------------------------------------------- |
| «Everybody Wants to Go to Heaven» | - Сингл Stax 0101, 1971 - Сторона Б: «Lovejoy, Ill.» - US R&B Singles #38 |